# مائوسیر فیلو
مائوسیر فیلو (به پرتغالی: Moacyr Filho Domingos Demiquei) هافبک، هافبک اهل برزیل است که در شهر Rio Pardo و در تاریخ ۲۴ اکتبر ۱۹۸۱ به دنیا آمده‌است.
مائوسیر فیلو در تیم‌های فوتبال فلامینگو سابقهٔ حضور دارد.